# サルスベリ
サルスベリ（百日紅・猿滑、学名: Lagerstroemia indica）は、ミソハギ科サルスベリ属の落葉小高木。別名は、ヒャクジツコウ。すべすべした幹肌が特徴で、夏から秋の長期にわたって紅色の花が咲く。

## 名称
和名サルスベリの語源は、木登りが上手なサルでも、滑り落ちるほど樹皮が滑らかという例えから名付けられている。花が咲く期間が長いことから、ヒャクジツコウ（百日紅）の別名もあり、漢名もまた百日紅である。
英語名 Crape myrtle は、ギンバイカ（myrtle）の花に似て、花弁がちりめん（crape）のように縮れていることから。
中国では、唐代長安の紫微（宮廷）に多く植えられたため、紫薇と呼ばれるが、比較的長い間紅色の花が咲いていることから、百日紅ともいう。江蘇省徐州市、湖北省襄陽市、四川省自貢市、台湾基隆市などで市花とされている。
ミャンマーのビルマ語ではパンイー（ပန်းအိ ビルマ語発音: [pœ́ɰ̃ʔḭ]）と呼び、文字通りには〈やわな花〉を表す。なお、ミャンマーにも〈猿が滑る木〉という意味合いの名を持つミャウッチョー（ビルマ語: မျောက်ချော; ビルマ語発音: [mjaʊʔ t͡ɕʰɔ́]）という木が存在するが、これはヤナギ科（旧イイギリ科）のビルマラーンスウッド（英: Burma lancewood; 学名: Homalium tomentosum）やミソハギ科ではあるがサルスベリとは別属の Woodfordia fruticosa（シノニム: Lythrum fruticosum）のことを指す。

## 分布・生育地
中国南部原産。世界の熱帯各地に分布する。日本へは江戸時代以前に渡来したと言われている。日本では植栽樹として、庭や公園、寺社などで見られる。

## 形態・生態
広葉樹の小高木。熱帯地域ではない日本などでは落葉樹である。樹皮は見るからに滑らかな表面をもち、全体に淡褐色で、所々がはげ落ちて白く、濃淡が混じった斑模様になる。特に幹の肥大成長に伴って、特に夏に古い樹皮のコルク層が剥がれ落ち、新しいすべすべした感触の樹皮が表面に現れて更新していく。一年枝は細く、はっきりした稜がある。混み合って植栽された幹は曲がることが多く、枝も細かく曲がる。
葉は通常2対互生（コクサギ型葉序）、対生になることもある。葉身は倒卵状楕円形、葉先はくぼむことが多い。春の芽吹きの時期はやや遅く、新葉は樹皮の色に似て赤味を帯びる。秋に紅葉し、濃い赤色から橙色を中心に、条件がよいと鮮やかに色づく。
花期は7 - 10月。花は紅色または白色で、円錐花序になり、がくは筒状で6裂、花弁は6枚で縮れている。花は開花したその日で萎んでしまう一日花であるが、蕾が次々と開花するため、百日紅の別名どおり100日近く咲き続ける。
果期は8 - 11月。果実は円い蒴果で、先が6つに割れて、翼がある種子を飛ばす。果実は種子を飛ばしたあとも遅くまで枝に残っている。
冬芽は小さな卵形で先端は尖り、枝の先端に仮頂芽がつき、側芽は対生するか、ときにずれてコクサギ型互生となる。仮頂芽と側芽はほぼ同じ大きさで、芽鱗2 - 4枚に覆われている。冬芽わきにある葉痕には、弧状の維管束痕が1個ある。

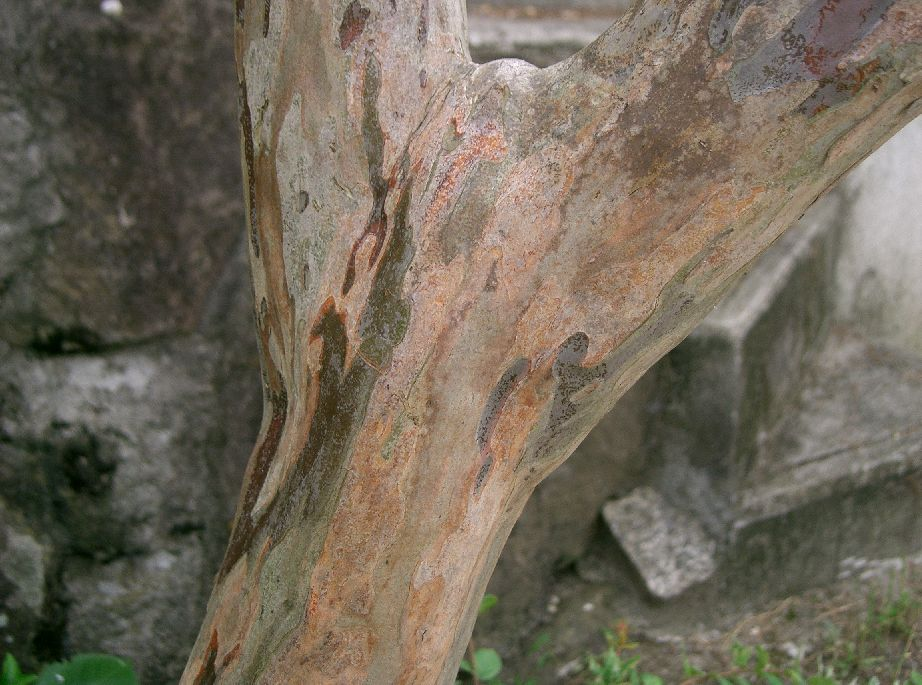
幹
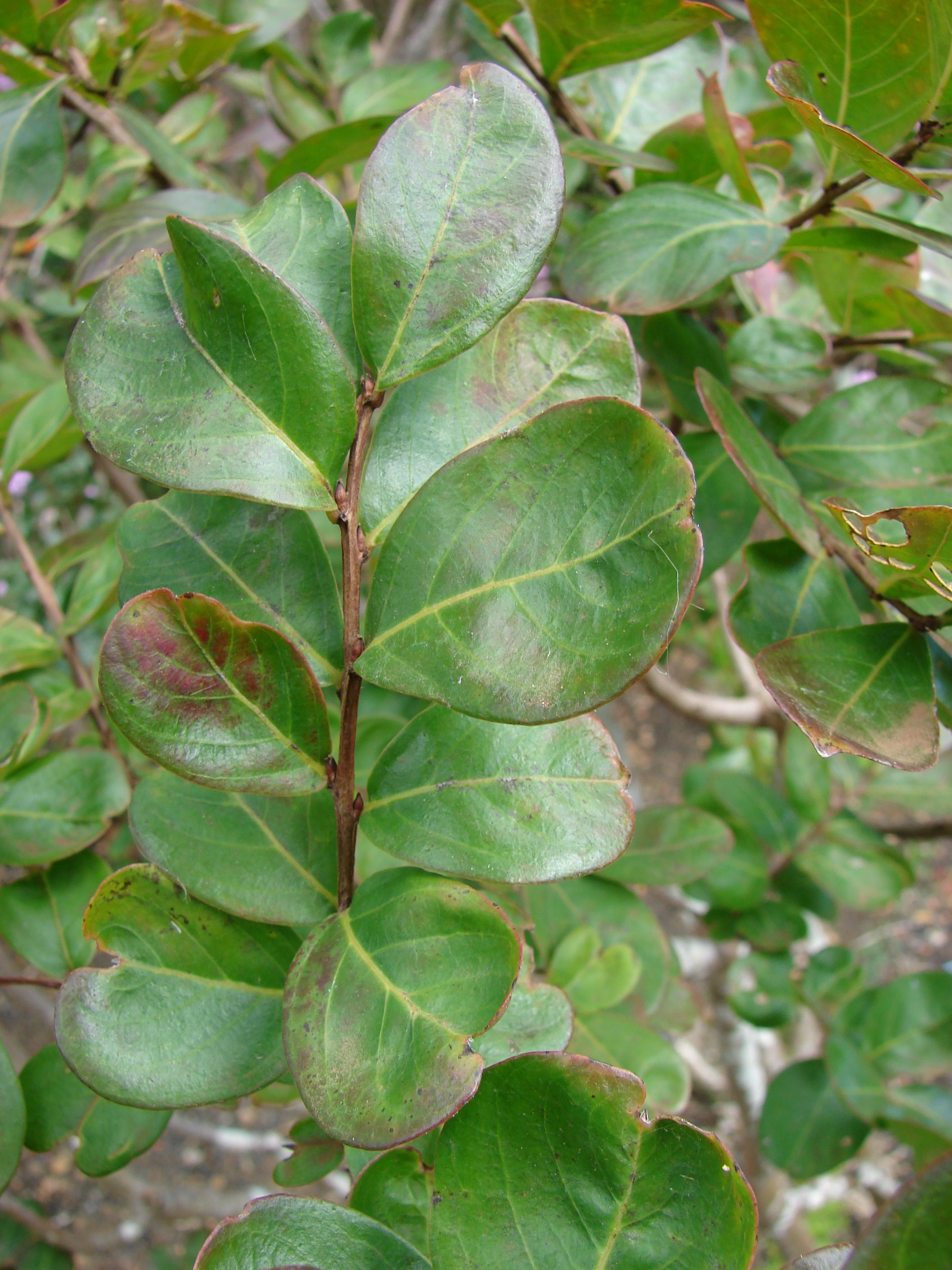
葉
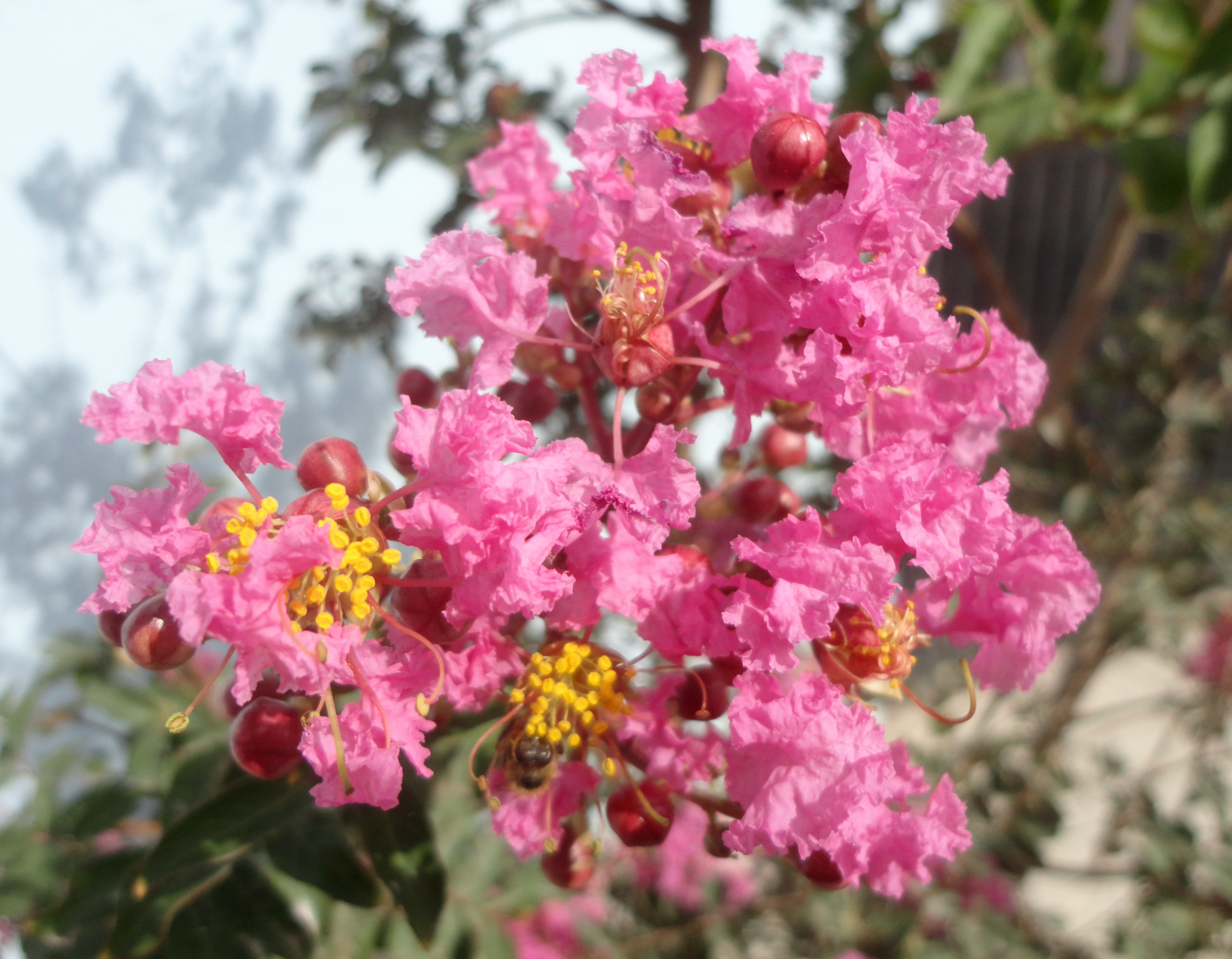
花
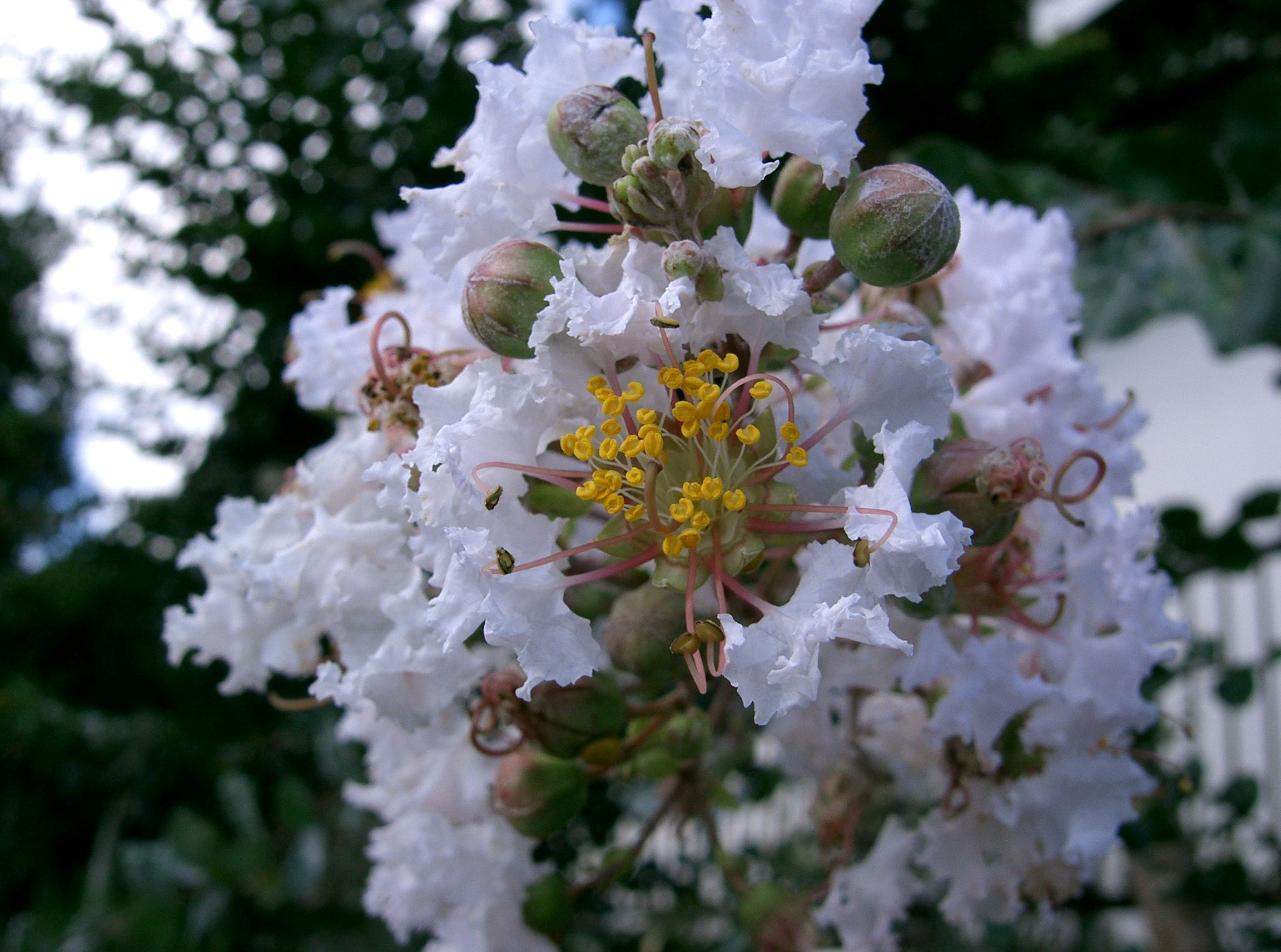
白花（シロバナサルスベリ）
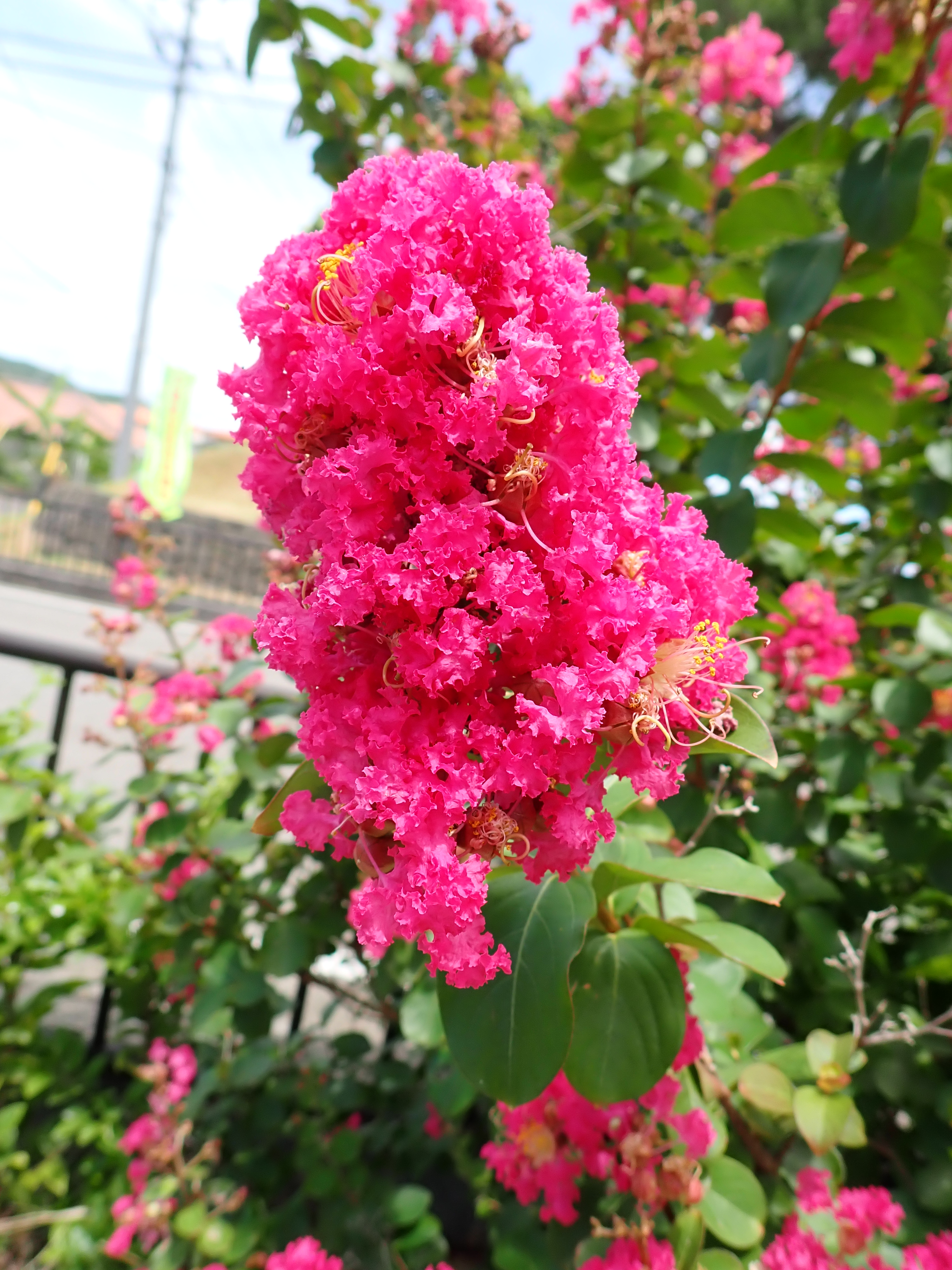
濃紅色の花
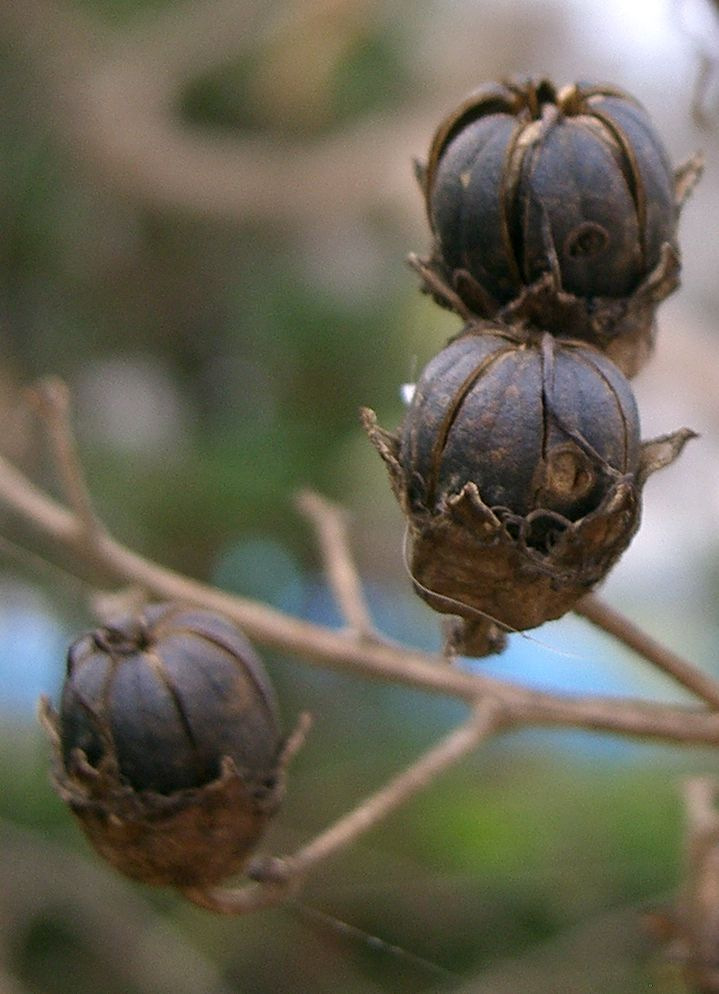
果実
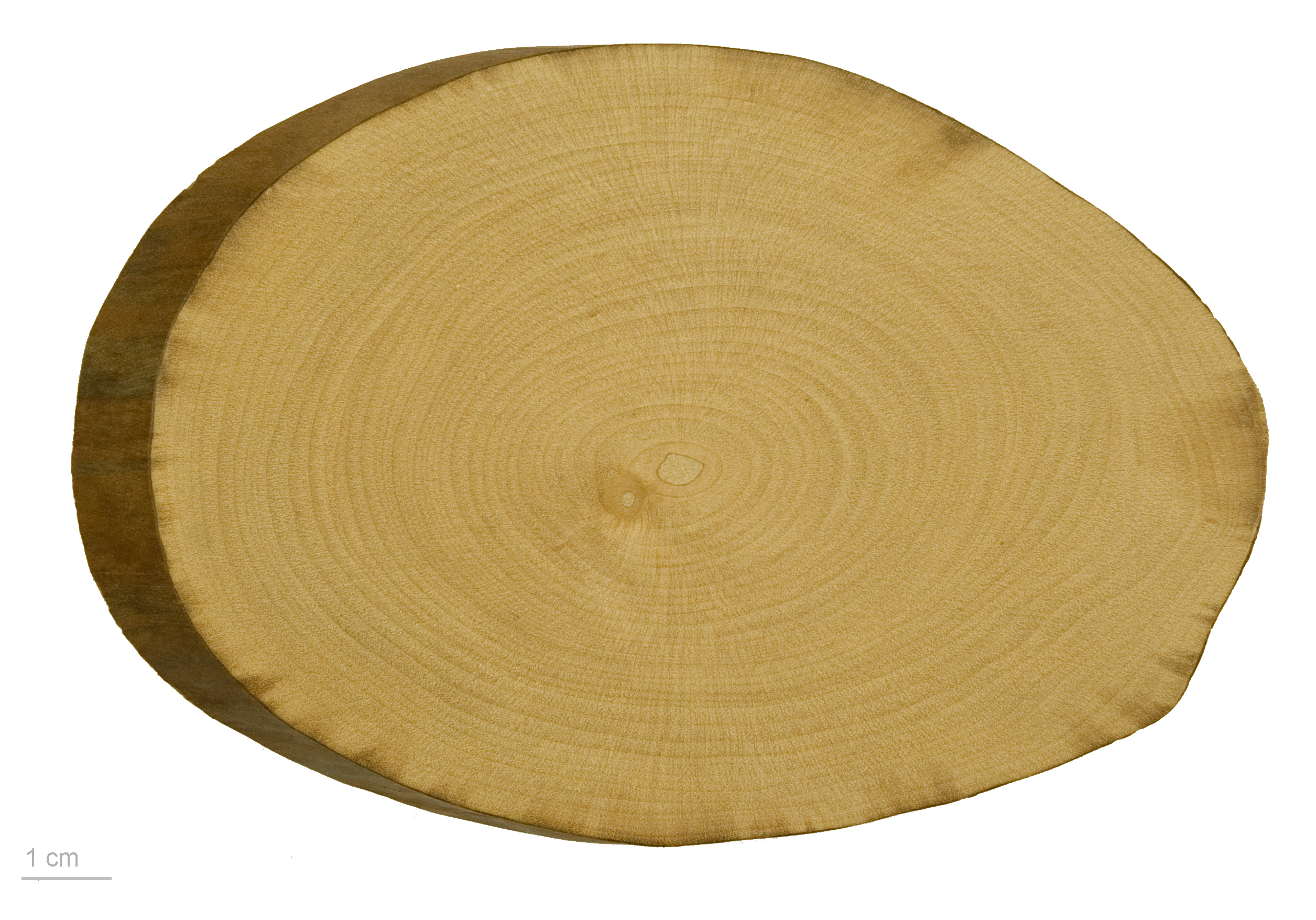
Lagerstroemia indica - Museum specimen

## 人間との関わり
花が美しく、耐病性もあり、必要以上に大きくならないため、しばしば好まれて庭や公園、街路樹などに植えられる。種子から栽培する「あすか」という一才物の矮性種もある。材は硬くて重い特性から、線路の枕木など土木用途で使用される。
サルスベリの花言葉を、「雄弁」「活動」「世話好き」などとする文献がある。